# Ophiura luetkenii
Ophiura luetkenii is een slangster uit de familie Ophiuridae.
De wetenschappelijke naam van de soort werd in 1860 gepubliceerd door Theodore Lyman.